# Eisemroth
Eisemroth ist der größte der fünf Ortsteile der Gemeinde Siegbach im mittelhessischen Lahn-Dill-Kreis. Der Ort ist Sitz der Gemeindeverwaltung und liegt im Gladenbacher Bergland.

## Geschichte

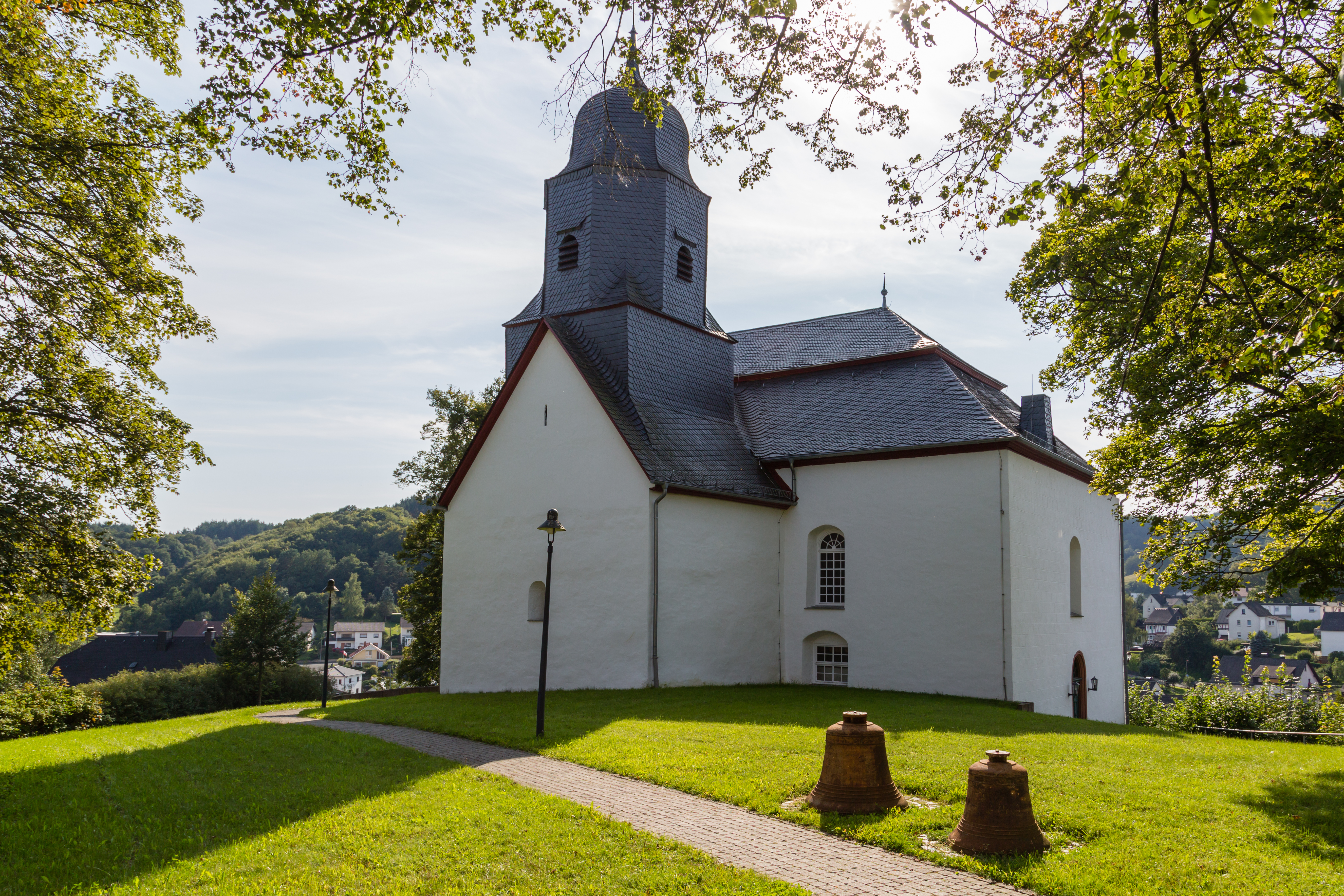
Die evangelische Kirche in Eisemroth

### Ortsgeschichte
Der Ort wurde 1276 als Isenmaroden zum ersten Mal urkundlich erwähnt; in späteren Dokumenten tauchen die Namensformen Isemerade (1300), Ysennerode (1304) und Isemerode (1327) auf. 1344 und 1384 bestand das Dorf aus den zwei Orten Ober- und Nieder-Isenburgerode. Wann aus den beiden Dörfern eins wurde und der heutige Ortsname aufkam, ist nicht bekannt. Beide Siedlungen sind als Rodeorte, wie Günterod und Hartenrod, einer Siedlungsperiode während der Mittelalterlichen Warmzeit ab etwa 900 n. Chr. zuzurechnen.
Auf dem Berg, auf dem sich heute die evangelische Kirche befindet, stand von 1307/08 bis 1327/28 die Burg Eisemroth, vermutlich eine Turmburg der Landgrafen von Hessen. Die Burg sollte in der Endphase der Dernbacher Fehde zur Sicherung des wichtigen Talweges dienen, der von Marburg über Burg Blankenstein bei Gladenbach über den Salzbödesatttel (westlich Hartenrod) weiter nach Herborn und Dillenburg verlief, auch Marburg-Herborn/Dillenburger Amts- oder Botenweg genannt.
Die Kirche wurde 1393 erstmals urkundlich erwähnt und 1723 zu ihrer heutigen Größe als Querkirche ausgebaut. 1965 kam die katholische Kirche dazu.
Hessische Gebietsreform (1970–1977)
Im Zuge der Gebietsreform in Hessen wurde zum 1. Dezember 1970 die Nachbargemeinde Oberndorf auf freiwilliger Basis eingegliedert. Am 31. Dezember 1971 kam Eisemroth zusammen mit Tringenstein, Übernthal und Wallenfels (Siegbach) zur neuen Gemeinde Siegbach. Ortsbezirke nach der Hessischen Gemeindeordnung wurden nicht errichtet.

### Verwaltungsgeschichte im Überblick
Die folgende Liste zeigt die Staaten und Verwaltungseinheiten, denen Eisemroth angehört(e):
- ab 1137: Heiliges Römisches Reich, Herborner Mark, Reichslehen der Landgrafen von Thüringen
- ab 1231: Heiliges Römisches Reich, Herborner Mark, Afterlehen der Grafen von Nassau
- ab 1336: Heiliges Römisches Reich, Grafschaft Nassau-Dillenburg (nach Ende der Dernbacher Fehde)
- ab 1351: Heiliges Römisches Reich, Grafschaft Nassau-Dillenburg, Amt Tringenstein[12]
- ab 1739: Heiliges Römisches Reich, Fürstentum Nassau-Diez, Amt Tringenstein
- 1806–1813: Großherzogtum Berg,[Anm. 2] Département Sieg, Arrondissement Dillenburg, Kanton Herborn
- 1813–1815: Fürstentum Nassau-Oranien, Amt Tringenstein
- ab 1816: Herzogtum Nassau,[Anm. 3] Amt Herborn
- ab 1849: Herzogtum Nassau, Kreisamt Herborn[Anm. 4]
- ab 1854: Herzogtum Nassau, Amt Herborn
- ab 1867: Norddeutscher Bund[Anm. 5], Königreich Preußen,[Anm. 6] Provinz Hessen-Nassau, Regierungsbezirk Wiesbaden, Dillkreis[Anm. 7]
- ab 1871: Deutsches Reich, Königreich Preußen, Provinz Hessen-Nassau, Regierungsbezirk Wiesbaden, Dillkreis
- ab 1918: Deutsches Reich (Weimarer Republik), Freistaat Preußen, Provinz Hessen-Nassau, Regierungsbezirk Wiesbaden, Dillkreis
- ab 1932: Deutsches Reich, Freistaat Preußen, Provinz Hessen-Nassau, Regierungsbezirk Wiesbaden, Landkreis Dillenburg
- ab 1933: Deutsches Reich, Freistaat Preußen, Provinz Hessen-Nassau, Regierungsbezirk Wiesbaden, Dillkreis
- ab 1944: Deutsches Reich, Freistaat Preußen, Provinz Nassau, Dillkreis
- ab 1945: Amerikanische Besatzungszone,[Anm. 8] Groß-Hessen, Regierungsbezirk Wiesbaden, Dillkreis
- ab 1946: Amerikanische Besatzungszone, Hessen, Regierungsbezirk Wiesbaden, Dillkreis
- ab 1949: Bundesrepublik Deutschland, Hessen, Regierungsbezirk Wiesbaden, Dillkreis
- ab 1968: Bundesrepublik Deutschland, Hessen, Regierungsbezirk Darmstadt, Dillkreis
- ab 1971: Bundesrepublik Deutschland, Land Hessen, Regierungsbezirk Darmstadt, Dillkreis, Gemeinde Siegbach[Anm. 9]
- ab 1977: Bundesrepublik Deutschland, Hessen, Regierungsbezirk Darmstadt, Lahn-Dill-Kreis, Gemeinde Siegbach
- ab 1981: Bundesrepublik Deutschland, Hessen, Regierungsbezirk Gießen, Lahn-Dill-Kreis, Gemeinde Siegbach

## Bevölkerung

### Einwohnerstruktur 2011
Nach den Erhebungen des Zensus 2011 lebten am Stichtag dem 9. Mai 2011 in Eisemroth 1206 Einwohner. Darunter waren 21 (1,7 %) Ausländer.
Nach dem Lebensalter waren 210 Einwohner unter 18 Jahren, 507 zwischen 18 und 49, 264 zwischen 50 und 64 und 228 Einwohner waren älter.
Die Einwohner lebten in 501 Haushalten. Davon waren 123 Singlehaushalte, 126 Paare ohne Kinder und 189 Paare mit Kindern, sowie 54 Alleinerziehende und 9 Wohngemeinschaften. In 93 Haushalten lebten ausschließlich Senioren und in 327 Haushaltungen lebten keine Senioren.

### Einwohnerentwicklung
| Eisemroth: Einwohnerzahlen von 1834 bis 2011 | Eisemroth: Einwohnerzahlen von 1834 bis 2011 | Eisemroth: Einwohnerzahlen von 1834 bis 2011 | Eisemroth: Einwohnerzahlen von 1834 bis 2011 | Eisemroth: Einwohnerzahlen von 1834 bis 2011 |
| --- | -------------------------------------------- | -------------------------------------------- | -------------------------------------------- | -------------------------------------------- |
| Jahr |                                              |                                              |                                              | Einwohner                                    |
| 1834 | 1834                                         |                                              | 500                                          | 500                                          |
| 1840 | 1840                                         |                                              | 522                                          | 522                                          |
| 1846 | 1846                                         |                                              | 516                                          | 516                                          |
| 1852 | 1852                                         |                                              | 521                                          | 521                                          |
| 1858 | 1858                                         |                                              | 511                                          | 511                                          |
| 1864 | 1864                                         |                                              | 550                                          | 550                                          |
| 1871 | 1871                                         |                                              | 540                                          | 540                                          |
| 1875 | 1875                                         |                                              | 529                                          | 529                                          |
| 1885 | 1885                                         |                                              | 557                                          | 557                                          |
| 1895 | 1895                                         |                                              | 631                                          | 631                                          |
| 1905 | 1905                                         |                                              | 745                                          | 745                                          |
| 1910 | 1910                                         |                                              | 762                                          | 762                                          |
| 1925 | 1925                                         |                                              | 854                                          | 854                                          |
| 1939 | 1939                                         |                                              | 922                                          | 922                                          |
| 1946 | 1946                                         |                                              | 1.186                                        | 1.186                                        |
| 1950 | 1950                                         |                                              | 1.213                                        | 1.213                                        |
| 1956 | 1956                                         |                                              | 1.153                                        | 1.153                                        |
| 1961 | 1961                                         |                                              | 1.117                                        | 1.117                                        |
| 1967 | 1967                                         |                                              | 1.205                                        | 1.205                                        |
| 1970 | 1970                                         |                                              | 1.704                                        | 1.704                                        |
| 1980 | 1980                                         |                                              | ?                                            | ?                                            |
| 1990 | 1990                                         |                                              | ?                                            | ?                                            |
| 2000 | 2000                                         |                                              | ?                                            | ?                                            |
| 2011 | 2011                                         |                                              | 1.206                                        | 1.206                                        |
| Datenquelle: Historisches Gemeindeverzeichnis für Hessen: Die Bevölkerung der Gemeinden 1834 bis 1967. Wiesbaden: Hessisches Statistisches Landesamt, 1968. Weitere Quellen: LAGIS (1970: Eisemroth mit Oberndorf); Zensus 2011 |                                              |                                              |                                              |                                              |

### Historische Religionszugehörigkeit
| Quelle: Historisches Ortslexikon |                                                                      |
| • 1885:                          | 0556 evangelische (= 99,82 %), ein katholischer (= 0,18 %) Einwohner |
| • 1961:                          | 1020 evangelische (= 91,32 %), 95 katholische (= 8,50 %) Einwohner   |

## Wappen und Flagge
Blasonierung: „In grün auf goldenem Boden ein schwarzes Stollenmundloch mit goldenem Gebälk, belegt mit silbernem schräggekreuzten Hammer und Schlägel“.

Flaggenbeschreibung: „Auf einer schwarz-goldenen im oberen Viertel in den Farben verwechselten Zweistreifenbahn das Wappen der ehemaligen Gemeinde.“

Das hessische Innenministerium genehmigte Wappen und Flagge am 6. Mai 1957.
Das Wappen ist identisch mit dem von Siegbach.

## Infrastruktur

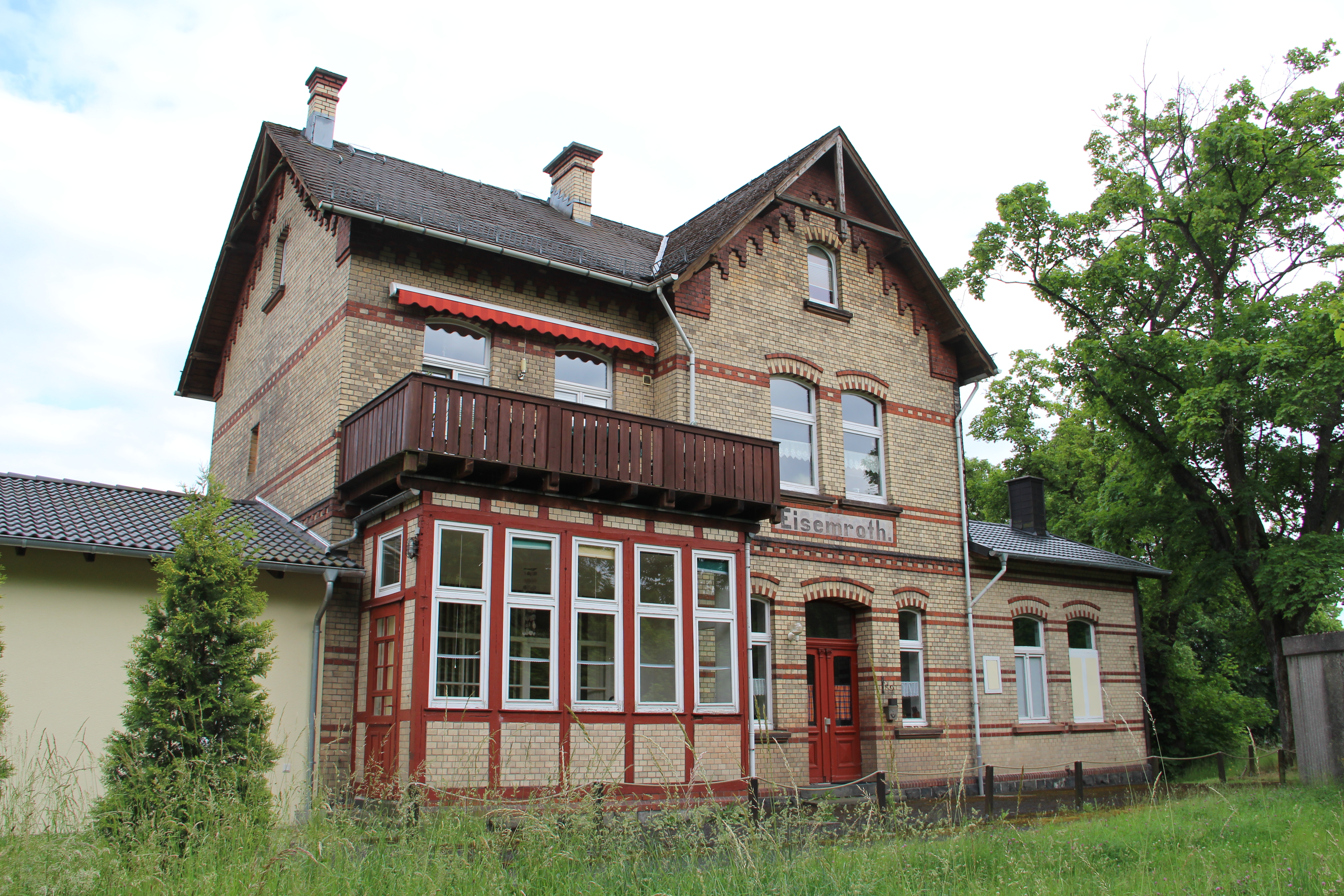
Der ehemalige Bahnhof

Durch den Ort verläuft die Landesstraße 3050.
Im Ort gibt es:
- ein Bürgerhaus
- eine Grundschule[15]
- eine Rettungswache[16]
- das Naturerlebnisbad[17]
- einen Sportplatz mit Sportheim, Trainingsplatz und Sporthalle
- mehrere Tennisplätze
- einen Kinderspielplatz
- ein Motorsportgelände
- eine Schutzhütte mit Grillplatz

## Persönlichkeiten
- Heinrich Schmidt (1876–1931), Bürgermeister und Mitglied des Provinziallandtages der Provinz Hessen-Nassau